# 옥과초등학교
옥과초등학교는 대한민국 전라남도 곡성군 옥과면 무창리에 있는 초등학교다.

## 학교 연혁
- 1906년 5월 1일 사립양영학교 설립(옥과리 104)
- 1916년 4월 1일 사립옥과보통학교 개칭
- 1917년 4월 23일 옥과공립보통학교(보통과 4년제) 인가
- 1924년 4월 1일 보통과 6년제로 연장
- 1938년 4월 1일 옥과공립심상소학교로 개칭
- 1941년 4월 1일 옥과공립국민학교로 개칭
- 1950년 4월 1일 옥과국민학교로 개칭
- 1954년 4월 3일 신축 교사 이전(율사리 334)
- 1971년 3월 2일 신축 교사 이전(무창리 969)
- 1980년 4월 25일 병설유치원 개원
- 1995년 3월 1일 옥수분교장 통합
- 1996년 3월 25일 옥과초등학교로 개칭
- 2004년 3월 1일 겸면초등학교, 마삼분교장 통합
- 2005년 3월 1일 학교 증·개축 준공(적정규모 학교 육성 사업)
- 2019년 2월 15일 제100회 졸업(총 10,975명 졸업)
- 2019년 3월 1일 제24대 이동현 교장 부임

## 학교 위치
- 1906년 5월 1일 ~ 1954년 4월 2일 : 옥과면 옥과리 104
- 1954년 4월 3일 ~ 1971년 2월 28일 : 옥과면 대학로 99 (율사리 / 現 옥과고등학교)
- 1971년 3월 2일 ~ (현재) : 옥과면 대학로 213 (무창리)

## 같이 보기
- 옥과초등학교 축구단

## 참고 자료
- 옥과초등학교 - 한국교육학술정보원 학교알리미